# Sinthaweechai Hathairattanakool
Sinthaweechai Hathairattanakool (thai: สินทวีชัย หทัยรัตนกุล), född 23 mars 1982, är en thailändsk fotbollsmålvakt.
Han spelar i det thailändska landslaget och för klubblaget Chonburi FC. År 2007 vann han det thailändska mästerskapet med Chonburi.